# Zarinaia
Zarinaia ou Zarina (em grego: Zarinaíā) foi uma lendária rainha saca durante o reinado do também lendário rei medo Astibaras.
Todas as fontes de sua história encontradas em grego remontam a Ctésias, que parece ter contado uma história iraniana que tinha ouvido na corte aquemênida. Zarinaia era uma mulher excepcionalmente bela e destacou-se como guerreira e governante; suas realizações incluíram a fundação de muitas cidades. Diz-se que ela foi irmã e esposa do rei saca Kidraios, e após a morte deste ela se casou com o rei parta Mérmeros. Durante a guerra com os medos, ocasionada pela rejeição dos partas ao governo de Astibaras, ela foi ferida em batalha e perseguida pelo genro de Astibaras, Stryangaios, quem em seu apelo poupou sua vida. Quando Stryangaios foi capturado por Mérmeros, ela o resgatou, matou seu marido e entregou suas terras aos medos. Quando Zarinaia morreu, de acordo com Diodoro, ela foi homenageada com uma enorme tumba piramidal por seu povo (ou seja, os sacas).